# کوسوم کانگورو
کوسوم کانگورو (به لاتین: Kusum Kanguru) یک کوه در نپال است که در Khumbu, Nepal واقع شده‌است. کوسوم کانگورو ۶٬۳۶۷ متر بالاتر از سطح دریا واقع شده‌است.